# Patkovača
Patkovača is een plaats in Bijeljina in Bosnië en Herzegovina.